# Oridia armandi
Oridia armandi är en ringmaskart som först beskrevs av Jean Louis René Antoine Édouard Claparède 1864.  Oridia armandi ingår i släktet Oridia och familjen Sabellidae. Inga underarter finns listade i Catalogue of Life.